# 偉基河畔南311號
偉基河畔南311號（311 South Wacker Drive）是一棟位於美國伊利諾州芝加哥的摩天大樓，共65層，建築風格為後現代主義建築，建築高度為293公尺（961英尺）。該建築是芝加哥第7高摩天大樓，美國第19高摩天大樓。

## 建築設計

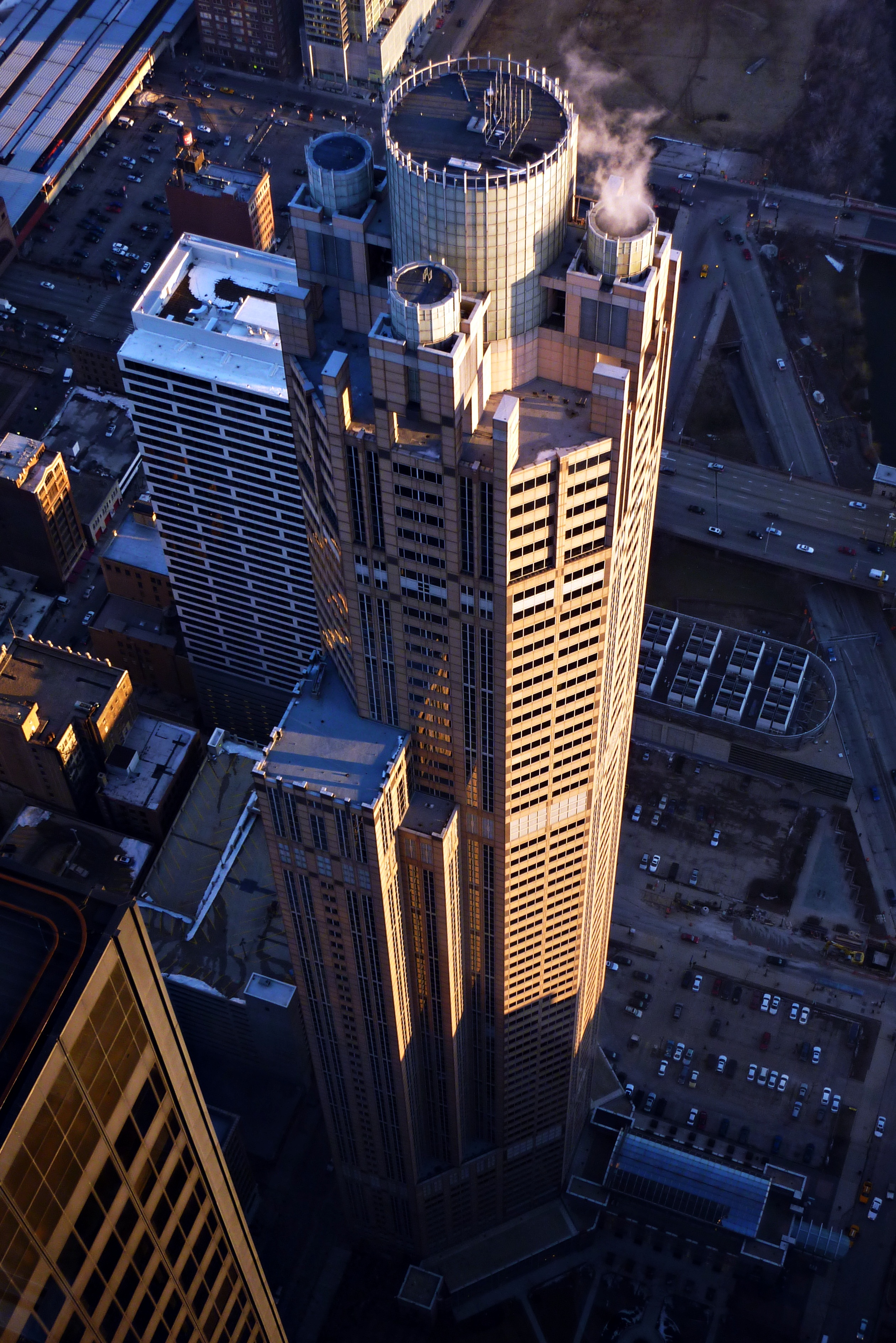
從威利斯大廈103樓眺望偉基河畔南311號樓頂

偉基河畔南311號大廳設計為溫室花園形式，大廳高度從地下一樓到地上一樓，為26公尺（85英尺）高，大廳內擺飾棕梠樹與噴泉，並且在溫室花園入口處放置偉文·伽基(Raymond Kaskey)設計的巨型銅製雕塑作品，該作品名為《湖之寶石》（Gem of the Lakes）。大廳並且與芝加哥河對岸的芝加哥聯合車站由人行地下道相連接著。
建築頂部中央為一32公尺（105英尺）高半透明圓柱體，另有小圓柱體在半透明圓柱體周圍四個方位，整體屋頂設計參考自論壇報大廈頂部。屋頂5個圓柱體裝置共1,852個日光燈，在晚上時會點亮，使大廈頂部在晚上如閃亮的王冠一般。

## 外部連結
- Official Building web site （页面存档备份，存于）
- 311 South Wacker Drive on CTBUH Skyscraper Center
- Emporis listing （页面存档备份，存于）

41°52′40″N 87°38′08″W / 41.87778°N 87.63556°W